# Curry en polvo

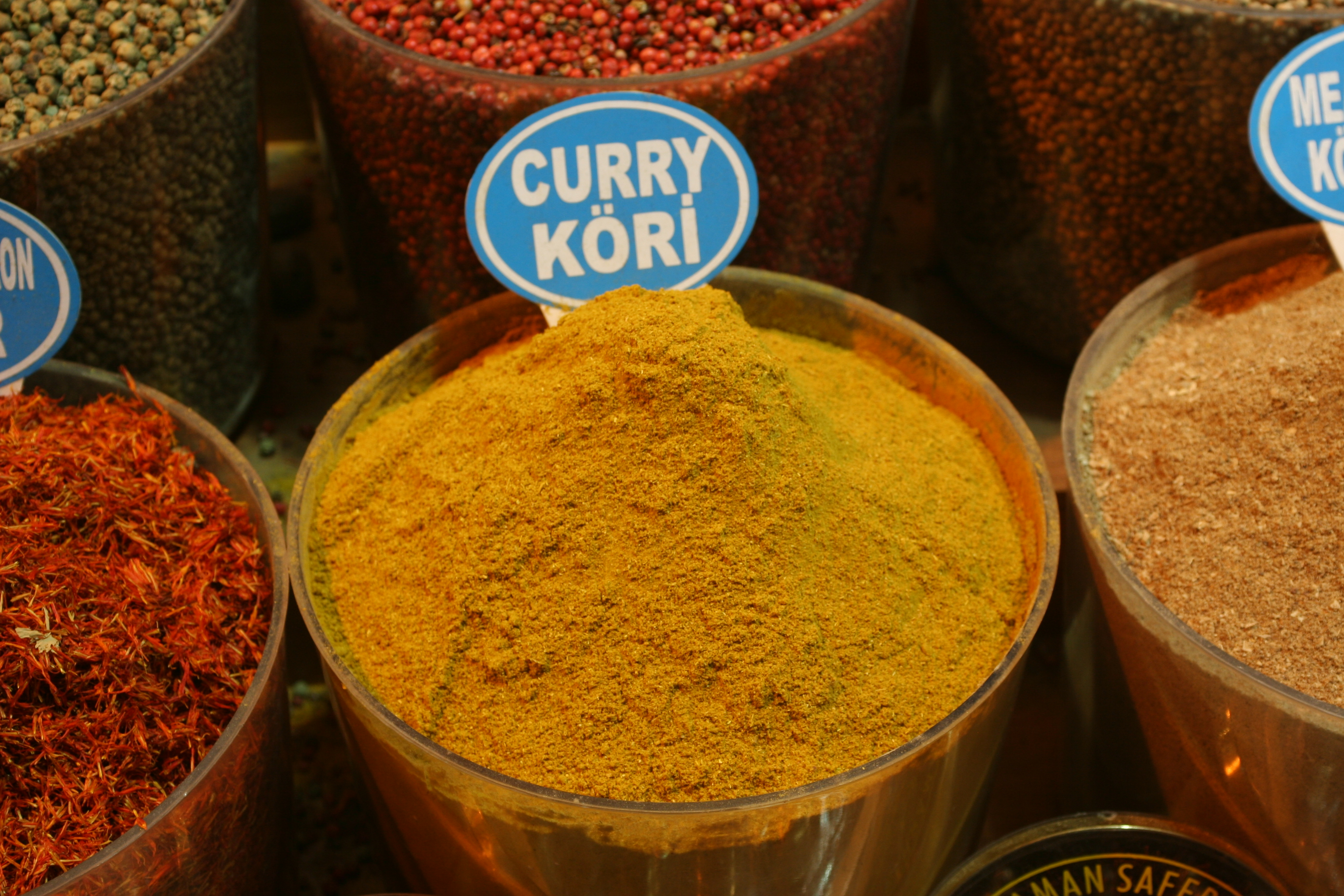
Curry en polvo

El curry en polvo (o curri) es una mezcla de especias típica de la gastronomía de la India cuya composición varía ampliamente.
Se cree que la palabra «curry» proviene del idioma tamil kaṟi, significando algo como ‘salsa’ o 'condimento para el arroz', aunque también puede proceder del francés cuire. En Occidente el curry en polvo suele tener un sabor bastante estándar, pero en la cocina hindú se usa una gran variedad de mezclas de especias.
El curry en polvo se popularizó principalmente durante los siglos XIX y XX gracias a la exportación en masa del condimento a las mesas occidentales de Europa, Norteamérica y Sudamérica. Pero la mezcla de especias no se estandarizó, por lo que muchas de las mezclas originales siguen estando disponibles por todo el mundo. A finales de los años 1960 y principios de los 1970 hubo un gran incremento del consumo de comida india en todo el mundo, lo que incrementó el número de restaurantes indios. La tradición de mantener mezclas especiales de curry en polvo pasó a ser poco rentable, por lo que el condimento fue cada vez más estandarizado fuera de la India.
Los cocineros indios tienen a menudo un acceso más fácil que sus compañeros occidentales a varias especias frescas. Algunos de ellos tienen sus propias mezclas específicas para diversas recetas, pasando a menudo de padres a hijos.

## Ingredientes
La mayoría de recetas y productores de curry en polvo incluyen cilantro, cúrcuma, comino y alholva en sus mezclas. Dependiendo de la receta pueden añadirse también otros ingredientes como jengibre, ajo, semillas de hinojo, canela, clavo, semillas de mostaza, cardamomo verde, cardamomo negro, macis, nuez moscada, pimienta roja, pimienta larga y pimienta negra.